# Chevry (Manica)
Chevry è un comune francese di 79 abitanti situato nel dipartimento della Manica nella regione della Normandia.

## Società

### Evoluzione demografica
Abitanti censiti